# Нанси Кюри
Нанси Джейн Шерлок Кюри (на английски: Nancy Jane Sherlock Currie) е американска астронавтка, участничкак в 4 космически полета.

## Образование
Нанси Кюри завършва колежа Troy High School в Охайо през 1977 г. През 1980 г. се дипломира в университета на Кълъмбъс, Охайо с бакалавърска степен по биология. През 1985 г. получава магистърска степен по инженерна сигурност в Университета на Южна Калифорния. През 1997 г. защитава докторат по индустриално инженерство в университета на Хюстън, Тексас.

## Военна кариера
Нанси Кюри постъпва в армията през 1980 г. Успешно завършва курсове за пилот на хеликоптер. Първоначално е командир на екипаж, а след това и на взвод. Преди постъпването си в НАСА става инструктор и майстор-пилот на сухопътните войски. В кариерата си има близо 4000 полетни часа.

## Служба в НАСА
Нанси Кюри започва работа в Космическия център „Кенеди“ през 1987 г. като инженер на летателните симулатори. Избрана е за астронавт от НАСА на 17 януари 1990 г., Астронавтска група №13. През 1992 г. завършва курса на обучение и е включена в полетните графици по програмата Спейс шатъл. Нанси Кюри е взела участие в четири космически полета и има около 1000 часа в космоса:
| Космически полети на Нанси Джейн Шерлок Кюри             | Космически полети на Нанси Джейн Шерлок Кюри | Космически полети на Нанси Джейн Шерлок Кюри | Космически полети на Нанси Джейн Шерлок Кюри | Космически полети на Нанси Джейн Шерлок Кюри | Космически полети на Нанси Джейн Шерлок Кюри | Космически полети на Нанси Джейн Шерлок Кюри |
| №                                                        | Дата                                         | КК                                           | Емблема на мисията                           | Функции                                      | Продължителност                              |                                              |
| -------------------------------------------------------- | -------------------------------------------- | -------------------------------------------- | -------------------------------------------- | -------------------------------------------- | -------------------------------------------- | -------------------------------------------- |
| 1                                                        | 21 юни 1993                                  | „Индевър“, мисия STS-57                      |                                              | Специалист на мисията                        | 9 денонощия 23 часа 44 мин. 54 сек.          |                                              |
| 2                                                        | 13 юли 1995                                  | „Дискавъри“, мисия STS-70                    |                                              | Специалист на мисията                        | 8 денонощия 22 часа 20 мин. 05 сек.          |                                              |
| 3                                                        | 4 декември 1998                              | „Индевър“, мисия STS-88                      |                                              | Специалист на мисията                        | 11 денонощия 19 часа 18 мин. 47 сек.         |                                              |
| 4                                                        | 1 март 2002                                  | „Колумбия“, мисия STS-109                    |                                              | Специалист на мисията                        | 10 денонощия 22 часа 11 мин. 09 сек.         |                                              |
| Сумарно време в космоса – 41 денонощия 15 часа 32 минути |                                              |                                              |                                              |                                              |                                              |                                              |

## Награди
- Медал за отлична служба (2);
- Легион за заслуги;
- Медал за похвална служба;
- Медал за похвала;
- Медал на НАСА за изключително лидерство;
- Медал на НАСА за изключителни заслуги;
- Медал на НАСА за участие в космически полет (4).